# یایکووو
یایکووو (به لاتین: Jajkowo) یک روستا در لهستان است که در گمینا بژوژه واقع شده‌است. یایکووو ۶۰۰ نفر جمعیت دارد.